# Salsola drummondii
Salsola drummondii là loài thực vật có hoa thuộc họ Dền. Loài này được Ulbr. miêu tả khoa học đầu tiên năm 1934.